# Orissaare
Orissaare - okręg miejski w Estonii, w prowincji Sarema. Ośrodek administracyjny gminy Orissaare. 1 stycznia 2004 roku okręg zamieszkiwało 1036 mieszkańców.